# Fondu

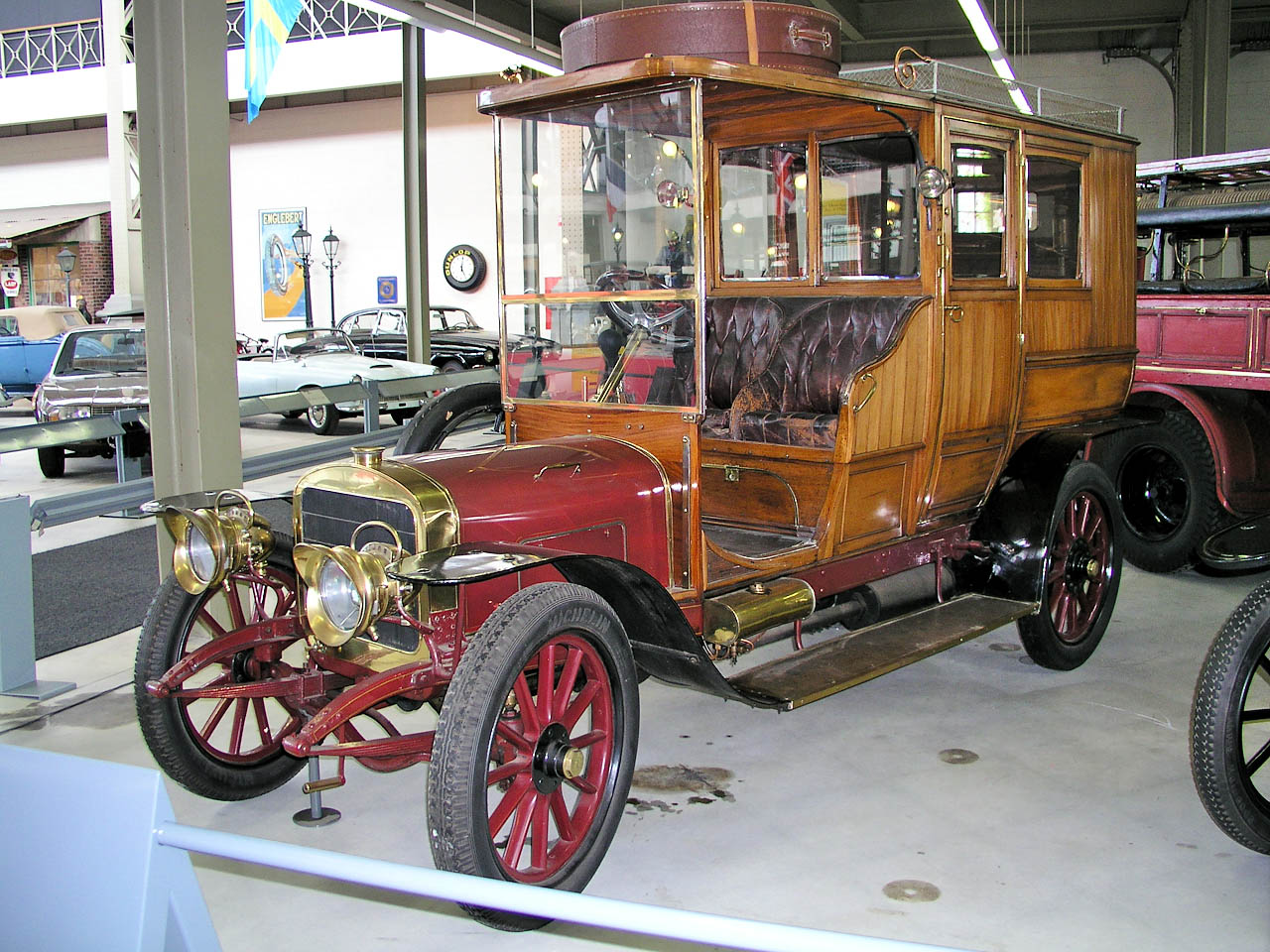
Автомобіль Fondu 1CНF 20/24CV 1906 года в Брюсселе

Fondu — бельгийская компания, занимавшаяся выпуском железнодорожного оборудования, а позже — автомобилей и мотоциклов.

## История
Предприятие основано в 1860 году Жаном-Батистом Фондю (фр. Jean-Baptiste Fondu) в городе Вилворде рядом с Брюсселем. Первоначально оно специализировалось на производстве оборудования для национальной железнодорожной компании. В 1896 году пост директора занял Шарль Фондю — наследник основателя. Для работы в новосозданном автомобильном отделе был приглашён молодой швейцарский инженер Жюльен Поттера (фр. Julien Potterat).
В 1906 году был изготовлен первый автомобиль Fondu — модель 1CHF (20/24CV) с 4-цилиндровым двигателем с двумя блоками цилиндров диаметром 100 мм и ходом поршня 120 мм, трёхступенчатой коробкой передач и карданным приводом. У следующей модели, 24/30CV, диаметр цилиндра был 105 мм, а ход поршня 130 или 140 мм. Кузовные детали поставляло ателье Decunsel. В 1908 году завод продал лицензию на автомобиль 24/30 Русско-Балтийскому вагонному заводу в Риге.
В последующие годы Fondu выпустила автомобиль 50CV с 6-цилиндровым двигателем, а также модели с малыми объёмами двигателя (1,1; 1,7; 2,1 л.).
Фирма активно участвовала в гонках. В 1906 году её автомобиль занял 5-е место (из 30 участников) в гонке на приз города Остенде. В 1907 году в Остенде автомобили Fondu заняли 1, 2 и 4 места, развив на дистанции среднюю скорость 97 км/час. Они также одержали победу на гонках в Болонье. В 1908 году принимали участие в автопробеге Рига-Петербург.
В 1912 году Шарль Фондю погиб во время мотогонок. Производство автомобилей постепенно остановилось. Некоторое время завод ещё выпускал двигатели и коробки передач для других бельгийских автопроизводителей (SAVA, Linon, Elgé, FIF, Hermes) и на экспорт (в частности, для британской фирмы Turner), их общий выпуск составлял около 50 экземпляров ежемесячно.
В 1925 году предприятие было перепрофилировано. Была приобретена торговая марка и производственные линии брюссельской фирмы Morel & de Nève, специализировавшейся на выпуске мотоциклов La Mondiale и выпущена серия новых мотоциклов этой марки.
В 1934 году автомотопроизводство было окончательно прекращено. после чего заводские помещения использовались для сборки токарных станков. Его здание было снесено в 1980-х годах.
Один автомобиль Фондю ныне хранится в музее автомобилей Autoworld Museum в Брюсселе.

## Продукция компании
- 1906 — Fondu 1CНF
- 1907 — Fondu CF
  - Fondu 50CV
- 1910 — Fondu 12CV
  - Fondu 14CV